# Pino Daniele

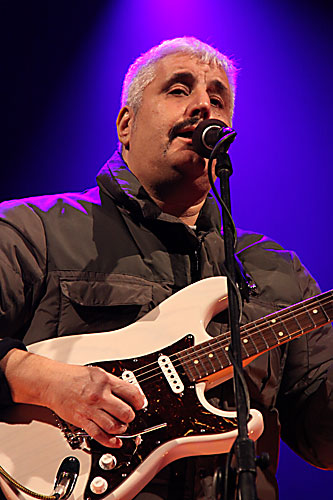
Pino Daniele

Pino Daniele, född 19 mars 1955 i Neapel, död 4 januari 2015 i Rom, var en italiensk musiker.
Danieles succéalbum Nero a metà (1980) förenade traditionell neapolitansk musik med blues. Hans musik inspirerades i överlag av hemstaden Neapels skönhet och fulhet. Efter hans död beordrade Neapels borgmästare sorgflaggning.